# Judo ai I Giochi europei
Le gare di judo dei I Giochi europei sono svolte a Baku dal 25 e il 28 giugno 2015. L'evento è stato valido anche per Campionati europei di judo 2015 ed è stata la 26ª edizione della competizione organizzata dalla European Judo Union.

## Risultati

### Maschili
| Specialità     | Oro                                                                         | Argento | Bronzo |
| 60 kg          | Beslan Mudranov                                                             | Orkhan Safarov | Ludovic Chammartin Amiran P'ap'inashvili |
| 66 kg          | Kamal Chan-Magomedov                                                        | Loic Korval | Michail Puljaev Sebastian Seidl |
| 73 kg          | Sagi Muki                                                                   | Nugzari Tatalashvili | Rok Drakšič Dirk van Tichelt |
| 81 kg          | Avtandili Tchrikishhvili                                                    | Ivan Nifontov | Alexander Wieczerzak Loic Pietri |
| 90 kg          | Kirill Denisov                                                              | Varlam Lip'art'eliani | Īlias Īliadīs Guillaume Elmont |
| 100 kg         | Henk Grol                                                                   | Lukáš Krpálek | Toma Nikiforov Cyrille Maret |
| +100 kg        | Adam Okruashvili                                                            | Or Sasson | Renat Saidov Jakiv Chammo |
| Gara a squadre | Francia Loic Korval Pierre Duprat Loic Pietri Alexandre Iddir Cyrille Maret | Georgia Amiran P'ap'inashvili Nugzari Tatalashvili Avtandili Tchrikishhvili Varlam Lip'art'eliani Adam Okruashvili Lasha Shavdatuashvili | Ucraina Heorhij Zantaraja Serhij Drebot Vitalij Dudčyk Quedjau Nhabali Jakiv Chammo Russia Michail Puljaev Denis Jarcev Alan Chubecov Kirill Voprosov |

### Femminili
| Specialità     | Oro                                                                                           | Argento                                                                            | Bronzo |
| 48 kg          | Charline van Snick                                                                            | Ebru Şahin                                                                         | Éva Csernoviczki Irina Dolgova |
| 52 kg          | Andreea Chitu                                                                                 | Annabelle Euranie                                                                  | Mareen Kraeh Natal'ja Kuzjutina |
| 57 kg          | Telma Monteiro                                                                                | Hedvig Karakas                                                                     | Nora Gjakova Miryam Roper |
| 63 kg          | Martyna Trajdos                                                                               | Tina Trstenjak                                                                     | Yarden Gerbi Clarisse Agbegnenou |
| 70 kg          | Kim Polling                                                                                   | Laura Vargas Koch                                                                  | Bernadette Graf Szaundra Diedrich |
| 78 kg          | Marhinde Verkerk                                                                              | Luise Malzahn                                                                      | Anamari Velenšek Guusje Steenhuis |
| +78 kg         | Émilie Andéol                                                                                 | Jasmin Kuelbs                                                                      | Belkis Kaya Svitlana Jar'omka |
| Gara a squadre | Francia Annabelle Euranie Laetitia Blot Clarisse Agbegnenou Marie-Eve Gahié Madeleine Malonga | Germania Mareen Kraeh Miryam Roper Martyna Trajdos Szaundra Diedrich Luise Malzahn | Italia Odette Giuffrida Giulia Quintavalle Edwige Gwend Giulia Cantoni Assunta Galeone Slovenia Petra Nareks Vlora Beđeti Tina Trstenjak Anka Pogačnik Anamari Velenšek |

### Judo paralimpico
| Specialità                    | Oro           | Argento            | Bronzo                             |
| +90 kg maschile (non vedenti) | Ilham Zakiyev | Oleksandr Pominov  | Aleksandr Parasjuk Zakir Mislimov  |
| 57 kg femminile (non vedenti) | Inna Černjak  | Sabina Abdullayeva | Natalija Nikolajčyk Ramona Brussig |